# Rémois (Vosges)
Pour les articles homonymes, voir Rémois.
Rémois  est une ancienne commune française du  département des Vosges en région Grand Est. Elle est rattachée à celle de Longchamp-sous-Châtenois depuis 1963.

## Toponymie
Anciennement mentionné : Ramers (1116), Raimés et Remmés (1179), Raimeis (1204), Reymeix (1332), Raimeix et Rainmeix (1350), Remoix (1421), Reimeix (1436), Rammoys (1465), Ravaureix (avant 1466), Raimmoix (1495), Raimois et Ramois (1594), Remo (1656), Remoy (1711).

## Histoire
Rémois faisait partie du duché de Lorraine.
Le 1er janvier 1963, la commune de Rémois est réunie à celle de Longchamp-sous-Châtenois sous le régime de la fusion simple.

## Démographie
| 1793 | 1800 | 1806 | 1821 | 1831 | 1836 | 1841 | 1846 | 1856 |
| ---- | ---- | ---- | ---- | ---- | ---- | ---- | ---- | ---- |
| 78   | 78   | 86   | 80   | 70   | 81   | 97   | 97   | 106  |

| 1861 | 1866 | 1876 | 1881 | 1886 | 1891 | 1896 | 1901 | 1906 |
| ---- | ---- | ---- | ---- | ---- | ---- | ---- | ---- | ---- |
| 94   | 94   | 70   | 64   | 73   | 58   | 60   | 61   | 62   |

| 1911 | 1921 | 1926 | 1931 | 1936 | 1946 | 1954 | 1962 | - |
| ---- | ---- | ---- | ---- | ---- | ---- | ---- | ---- | - |
| 52   | 35   | 34   | 28   | 29   | 18   | 19   | 17   | - |